# 沙特阿拉伯驻华大使馆
沙特阿拉伯王国驻中华人民共和国大使馆（阿拉伯语：‎），简称沙特阿拉伯驻华大使馆，是沙特阿拉伯王国在中华人民共和国的最高外交代表机构。馆址位于中国北京市朝阳区三里屯北小街1号。该使馆亦兼辖沙特阿拉伯在蒙古国的外交事务。

## 历史
沙特阿拉伯驻华大使馆的前身是沙特阿拉伯驻华商务代表处。1988年11月11日，中华人民共和国和沙特阿拉伯达成互设商务代表处的协议。1989年8月，沙特阿拉伯在北京设立驻华商务代表处。1990年7月21日，沙特阿拉伯政府与中华人民共和国建交，商务代表处升格为大使馆。